# Ithone fusca
Ithone fusca là một loài côn trùng trong họ Ithonidae thuộc bộ Neuroptera. Loài này được Newman miêu tả năm 1838.